# Jen my víme kde
Jen my víme kde (čínsky znaky 有一个地方只有我们知道) je čínský romantický film z roku 2015 režisérky Sü Ťing-lej, která v něm i hraje jednu z významných rolí.
Film se natáčel z velké části v Praze, kde čínští filmaři utratili přibližně 39 miliónů korun, přičemž necelých osm miliónů dostali pobídkou od Státního fondu kinematografie. Česká strana si od filmu slibovala výrazný nárůst počtu čínských turistů cestujících do Prahy.

## Zápletka
Mladé Číňance Ťin Tchien (hraje ji Wang Li-kchun) se život láme v okamžiku, kdy zároveň přijde o snoubence i o milovanou babičku Čchen Lan-sin (hraje ji Sü Ťing-lej). V pozůstalosti po babičce najde dopis z doby, kdy babička pobývala v Praze, a vypraví se hledat jeho odesilatele. V Praze se přitom seznámí s Pchengem Ce-jangem (Kris Wu), který jí pomáhá v pátrání po Josefu Novákovi (hraje ho Gordon Alexander), bývalém snoubenci zesnulé babičky.